# Bruine van Lesotho
De Bruine van Lesotho was met 601 karaat een van de grootste diamanten ooit gevonden.
De steen werd gevonden in 1967 in de Letsengmijn in Lesotho door Ernestine Ramaboa. Hij dankte zijn naam aan zijn kleur. In 2006 werd in dezelfde mijn een nog grotere diamant gevonden: de Belofte van Lesotho van 603 karaat.
De diamant is in 1968 opgedeeld in 18 diamanten van in totaal 242,5 karaat. De grootste is 71,73 karaat en staat bekend als Lesotho I.
De Lesotho III (de derde qua grootte) is een 40,42 karaat zware, marquisevormige steen die in het bezit was van Jacqueline Kennedy Onassis. Het was een geschenk van haar man Aristoteles Onassis. De steen zit in een platina ring gemaakt door Harry Winston. De ring had een geschatte waarde van 600.000 dollar, maar bracht tijdens een veiling in april 1996 $ 2.587.500 op.
Hopediamant · Centenary · Cullinan · Koh-i-Noor · Lepelmaker · Bruine van Lesotho · Belofte van Lesotho · Golden Jubilee · Amsterdam-diamant · Darya-ye Noor · Sancy · Beau Sancy · Spiegel van Portugal · Taylor-Burton
Zie ook: Jean-Baptiste Tavernier · Lijst van bekende diamanten